# Mahurangi Harbour
Mahurangi Harbour ist ein Naturhafen im Stadtgebiet des Auckland Council auf der Nordinsel von Neuseeland.

## Geographie
Der Mahurangi Harbour befindet sich rund 5 km südöstlich des Ortszentrums von Warkworth an der Ostküste der Northland Peninsula.
Das Gewässer, das auf eine maximale Länge von rund 10,7 km kommt, ist mit einer Küstenlänge von ungefähr 57 km weit verzweigt und besitzt mit dem Pukapuka Inlet, dem Dyers Creek, der Huawai Bay, der Brownes Bay, der Cowan Bay und dem Zweig, der als Te Kapa River bezeichnet wird, aber einem Inlet gleichkommt, mehrere Arme und zwei in das Gewässer hineinreichenden Halbinseln. Der Hauptarm des Naturhafen variiert in seiner Breite zwischen rund 600 m und maximal 2,5 km. Der Hafeneingang, in dem sich auch die kleine Insel Pudding Island befindet, misst eine Breite von rund 1330 m. Zwei weitere Inseln, Casnell Island und Grants Island, liegen im Hauptzweig des Hafens.
Rund 1,5 km östlich des Zugangs zum Mahurangi Harbour befindet sich die kleine lange und schmale Insel Te Haupa Island.

## Nutzung
Die Buchten und Seitenarme werden für die Austernzucht genutzt. Anfang 2017 wurde vom Ministry for Primary Industries vor der Ernte und dem Verzehr von Austern aus dem Hafengebiet gewarnt. Die Muscheln waren von dem Norovirus befallen, der eine schwerwiegende Gastroenteritis auslöst.